# 直流-直流轉換器
直流-直流轉換器（DC-to-DC converter）又稱DC-DC轉換器、直流變壓器、直流變換器，是電能轉換的電路或是機電設備，可以將直流（DC）電源轉換為不同電壓的直流（或近似直流）電源。其功率範圍可以從很小（小的電池）到非常大（高壓電源轉換）。有些直流-直流轉換器的輸出電壓和輸入電壓有相同的參考點，而有些直流-直流轉換器的輸出電壓是和輸入電壓隔離。

## 歷史
在功率半導體元件及電力電子等相關技術產生之前，若要將小功率的直流電轉換成較高電壓的直流電，可以先用振盪電路先轉換為交流，再用升壓變壓器升壓，最後再用整流器轉換為直流。若是較大功率的直流電壓轉換，會用電動機驅動發電機（有時會整合成電動發電機單元，在一個單元中同時有馬達和發電機，一個繞組驅動電動機，另一個繞組產生輸出電壓）。這些是比較沒有效率的做法，其費用也較貴，但當時并未有其他更好的做法，像是驅動早期的汽車音響（其中使用的熱電子管或是真空管工作電壓遠高於汽車中6V或12V的電壓）。功率半導體及積體電路的出現，使用一些新式電路的成本開始下降，是一般應用可以負荷的價格。比較便宜。這些新式電路包括將直流電轉換為高頻的交流電，配合一個較小、較低也較便宜的變壓器來轉換交流電壓，再用整流器再轉換成直流。1976年時汽車收音機開始使用電晶體，不需要高電壓。而使用電晶體的電源供應器也已可以取得，不過仍有些业余无线电使用者使用震盪電路及電動發電機的電源作為需要高電壓的無線電發射台電源。。
利用線性電路是可以從較高直流電壓中產生較低的電壓，甚至使用電阻分壓也有類似效果。但這些方式會將多餘的能量以發熱的方式消耗，效率不佳。一直到後來固態切換電路出現後，才有效率較高的直流-直流轉換器。

## 應用
直流-直流轉換器常用在像移动电话及筆記型電腦等，主要由電池供電的行動設備裡。這類的電子設備中常有許多的子電路，需要的電源電壓也和電池或是外部電源提供的電源不同。而且當電池的電量減少時，其電壓也會下降。開關式的直流-直流轉換器可以配合一個電壓已下降的電池使用，讓提供電路的電壓維持在一定範圍內，因此不需要用多個電池來達到此一目的。
大部份的直流-直流轉換器也會將輸出的電壓進行穩壓，不過也有些例外，像是高效率的LED驱动电路是調節給LED電流的直流-直流轉換器，還有簡單的電荷泵，是將輸出電壓加大為原來的二倍或三倍。
直流-直流轉換器也可以配合光伏陣列或風力發動機使用，目的是要讓收集到最多的能量，這類設備稱為電源優化器。
一般用在市電電源50–60 Hz的變壓器，若功率要超過幾瓦，其體積就會很大，而且很笨重，而且繞組銅損及鐵心的渦電流都會造成能量損失。直流-直流轉換器會設計電路，讓變壓器或是電感可以在較高的頻率工作，因此元件較小、較輕、價值也較價宜。甚至這類元件會用在一些原來用傳統市電頻率變壓器的場合。例如，家用電氣設備常會將市電電源先整流成直流電，用開關電源供應器的技術轉換為所需電壓的高頻交流電，最後再整流到對應電壓的直流電。整個電路比傳統配合變壓器及整流器的系統要複雜，但價格便宜，效率也會比較好。

## 電子型轉換器
實際應用的電子式直流轉換器會使用開關切換的技術。直流-直流的开关电源可以將能量暫時儲存，再透過輸出電壓釋放，可以將直流電壓轉換為較高或是較低電壓的直流電。能量的儲存可以儲存在電場（電容器）或是磁場（電感器或是變壓器）。這種轉換方式可以昇壓也可以降壓，切換式的轉換效率可以到75%~98%，比線性電壓調節器（會將不需要的能量以熱的方式消耗）的效率要好。為了效率考量，其中的半導體元件開啟或關閉的速度要相當快，不過因為有快速的暫態，加上電路佈局上會有的雜散元件，讓電路的設計更有挑戰性。开关电源的高效率減少了散熱片的大小或體積，也提昇了可攜式設備用電池供電時，可以運作的時間。在1980年代後期，因為功率級场效应管的出現，可以在較高頻率下有比功率級双极性晶体管更低的切換損失，因此效率也可以進一步的提昇，而且场效应管的驅動電路也比較簡單。
另一個开关电源的重要突破是用功率級场效应管的主動整流技術代替飛輪二極體，其導通電壓較低，也可以降低切換損失。在功率半導體廣為應用之前，低功率的直流-直流同步整流器中包括一個機電式的震盪器，震盪後的電透過降壓變壓器，輸出給真空管、半導體整流器、或是和震盪器連接的同步整流器。
大部份直流-直流轉換器是設計單向轉換，功率只能從輸入側流到輸出側。不過所有開關電壓轉換器的拓撲都可改為雙向轉換，可以讓功率從輸出側流回輸入側，方式是將所有的二極體都改為獨立控制的主動整流。雙向轉換器可以用在像車輛之類，需要再生制動的應用，在車輛運行時，是由轉換器供電給車輪，但在煞車時，會反過來由車輪供電給轉換器。
切換型的轉換器以電子學的角度來看，其實比較複雜，不過因為許多電路都封裝在積體電路中，需要的零件較少。在電路設計時，為了讓切換雜訊（EMI / RFI）降到可容許範圍，而且要讓高頻電路可以穩定運作，需要小心的設計電路以及實際電路及元件的佈局。若是在降壓的應用中，切換型轉換器成本比線性轉換器要高，不過隨著晶片設計的進步，切換型轉換器的成本也在漸漸下降。
直流-直流轉換器可以用積體電路（IC）再加上幾個零件的方式組成，也有轉換器本身就是完整的併合積體電路模組，只需要組裝在電路板上即可使用。
線性電壓調節器可以從電壓較高但可能不穩定的直流電壓源中轉換出穩定的直流電壓，輸入輸出電壓差對應的功率則依焦耳定律轉換為熱能耗散出去，以定義上來看，可以算是直流-直流轉換器，但實務上很少這麼稱呼線性電壓調節器。電阻分壓電路也可以產生和輸入電壓不同的輸出電壓，可能會加上稳压器或齊納二極體調節輸出電壓，不過也很少被稱為直流-直流轉換器。
也有一些電容型的倍壓器及多倍压器，可以將直流電壓放大兩倍、三倍或是其他整數倍，多半會用在輸出小電流的應用上。

### 磁場儲能
這類的直流-直流轉換器會周期性將能量儲存在電感器或是變壓器產生的磁場中，再周期性的釋放其儲能，周期約在300 kHz至10 MHz的範圍。轉換器的控制是透過調整占空比（周期中導通時間所佔的比例），控制的目的是為了調整輸入電流、輸出電壓或是維持固定的功率輸出。若是有變壓器的直流-直流轉換器，可以提供和輸入電壓隔離的輸出電壓。一般所指的「直流-直流轉換器」其實是指這種磁場儲能的轉換器，這類電路也是開關電源的核心元件。有許多不同的組態。以下列出一些常見的組態。
|                    | 順向式（能量直接透過磁場傳遞）                                                                                 | 返馳式（能量會儲存在磁場中） |
| ------------------ | --- | --- |
| 無變壓器（非隔離） | - 降压型（buck）：輸出電壓比輸入電壓小，極性相同                                                               | - 非反相型：輸出電壓極性和輸出電壓相同 - 升壓型（boost）：輸出電壓比輸入電壓大 - SEPIC：輸出電壓可以比輸入電壓大，也可以比輸入電壓小 - 反相型：輸出電壓極性和輸出電壓相反 - 反相型（buck-boost） - Ćuk：輸出電流連續 |
| 無變壓器（非隔離） | - 非反相型（buck-boost）：輸出電壓可以比輸入電壓大，也可以比輸入電壓小，極性和輸入電壓相同                     | |
| 無變壓器（非隔離） | - Split-pi（boost-buck）：允許雙向的電壓轉換，輸出電壓可以比輸入電壓大，也可以比輸入電壓小，極性和輸入電壓相同 | |
| 有變壓器（隔離）   | - 順向式變換器：一個或是二個功率晶體 - 推挽式（半橋）：二個功率晶體 - 全橋：四個功率晶體                       | - 返馳式變換器 ：一個功率晶體 |

以外，上述組態也可以有以下的差異：
硬切換較簡單的方式，功率晶體快速的在大電壓或是大電流的情形下打開或是關閉。
諧振諧振轉換器是配合LC電路調整通過晶體的電壓及電流，讓切換時晶體的電壓或是電流恰好為零。
磁場儲能的直流-直流轉換器也可以依實際應用時，主磁性元件（變壓器或是電感器）的電流分為以下二種運作模式：
連續模式主磁性元件上的電流會變化，但不會降到零
不連續模式主磁性元件上的電流會變化，在每個週期結束時（或是結束前）會降到零
若確認轉換器輸出的電流，可以將轉換器設計在連續模式或是不連續模式，也可以設計轉換器，在輕載（輸出電流較小）時運作在不連續模式，重載（輸出電流較大）時運作在連續模式。
半橋及返馳式的架構類似，需定期將儲存在磁性材料中的能量耗散掉，以免鐵芯磁飽和。返馳式變換器可以傳輸的功率會受到鐵芯中可以儲存的能量所限制。而順向式變換器可以傳輸的功率則受到功率晶體的I/V特性所限制。
MOSFET開關可以容許同時有滿載的電壓及電流（不過熱應力以及电迁移會降低MTBF），雙載子的功率晶體一般不允許這類的應用，因此需要一個或二個緩衝電路作為保護。
大電流的系統多半會用多相的轉換器，也稱為交錯轉換器（interleaved converters）
。多相轉換器是由多個轉換器並聯，輸出的時間錯開，因此由幾個轉換器輪流提供功率給輸出端，其漣波較小，反應也比單相的轉換器要快。
許多筆記型電腦或是桌上型電腦的主機板都會有交錯轉換器來供電，有時則是用電壓調節模組

### 電容儲能
切換式的電容轉換器動作原理是靠電容器和開關，在不同組態下將電容器以不同的方式連結到輸入側及輸出側。例如一個降壓電容轉換器會讓輸入電源為二個串聯的電容器充電，再將電容器切換為並聯後再連到輸出側。在假設效率100%的情形下，輸出功率和輸出功率相同，輸出電壓為輸入的一半，電流則是兩倍。因為其運作原理和電荷有關，因此有時也會稱為電荷泵。這類的轉換器一般會用在小電流的應用中，因為若電流較大時，配合變壓器或電感器的開關電源效率較高，體積也較小，會是比較好的選擇。電荷泵也用在超高電壓的應用下，因為高壓可能會破壞磁性元件。

## 機電型轉換器
馬達-發電機組是以前常用的系統，是由一組耦合的電動馬達及發電機組成。

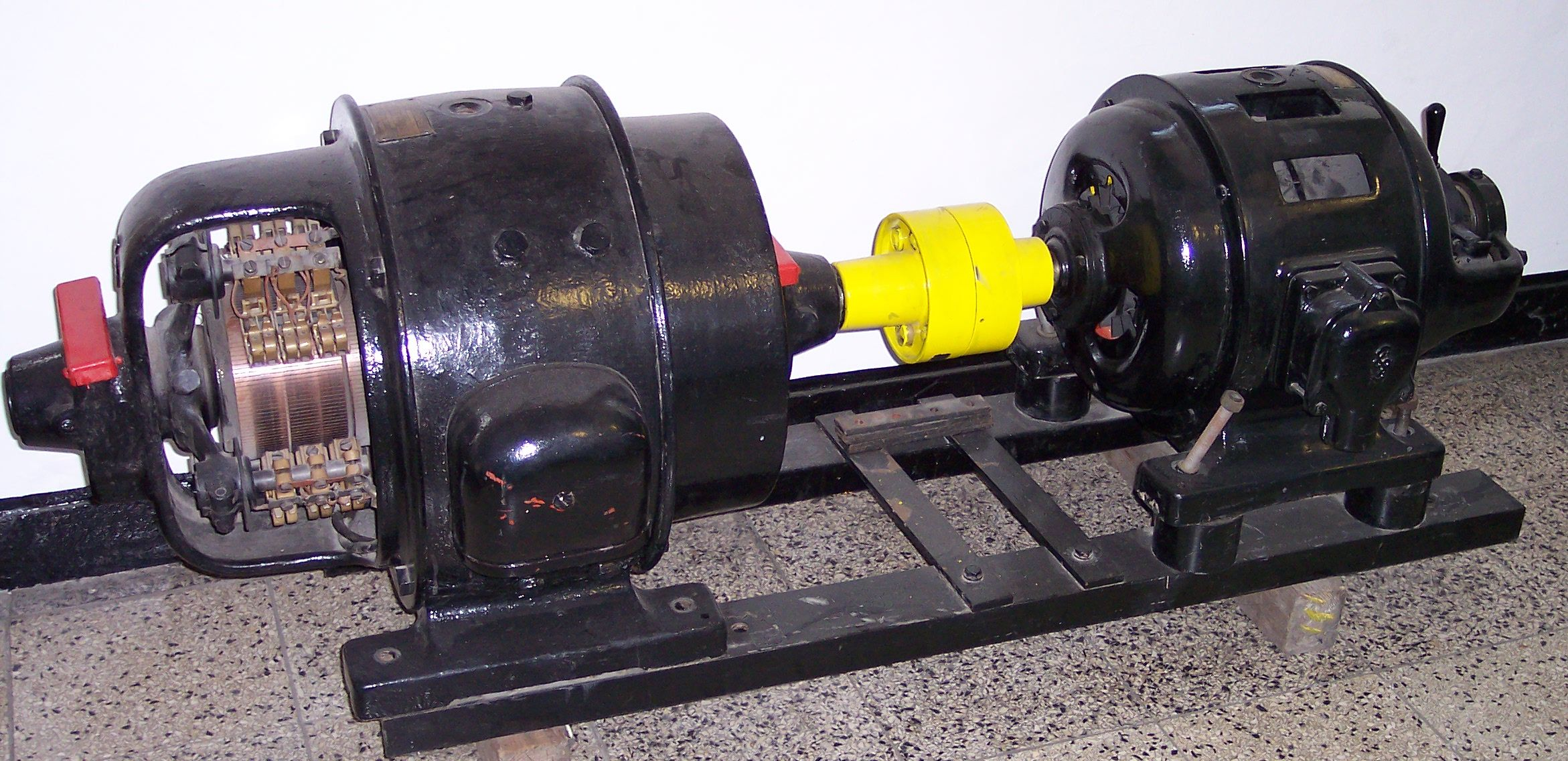
馬達和發電機分開的馬達-發電機組

Dynamotor更進一步，是將馬達和發電機放在同一個單元內，其中的馬達及發電機轉子繞線會繞在同一個轉子，而馬達及發電機的線圈共用一様的外圈場繞線或是磁鐵。一般而言馬達線圈會經由馬達軸一側的換向器驅動，而發電機線圈會經由軸另一側的換向器輸出。Dynamotor的尺寸會比一組的馬達和發電機要小，而且不會有外露的旋轉軸。
機電的轉換器可以將電壓在任意電壓/頻率的交流電或是任意電壓的直流電之間轉換，也可以進行交流-交流轉換或是直流-直流轉換。大型的馬達-發電機組會用來轉換工業等級的電力，小型的馬達-發電機組可將電池的電源（直流6V、12V或24V）轉換為較高的直流電壓，可以驅動真空管設備。
若是一些低功率的車用應用，但需要的電壓又比車用電池可產生的電壓要高，就會使用有機械振動器的電源。機械振動器上面有接點，會以一秒幾次的速度來交換電池連接到電源的極性，等效來說是將直流轉換為方波的交流電，之後可以送到變壓器產生需要的電壓，不過會有機械振動器產生的噪音。

## 電化學型轉換器
數千瓦到百萬瓦等級的直流-直流轉換可以用液流電池來進行，例如全釩氧化還原液流電池。

## 外部連接
- DC DC Power Converters circuits electronics projects
- DC-DC Converter Technologies for Electric/Hybrid Electric Vehicles
- Power Electronics Books （页面存档备份，存于）
- Switching regulator application note for LCD Power supply